# 李新 (1929年)
李新（1929年4月—？），原名李日新，广东梅县白宫镇赛仁村人，中华人民共和国政治人物。

## 生平
李新毕业于赛仁小学、西阳中学。1947年，考入梅州中学高中。1948年春，辍学在小学当教员。1949年5月参加中国人民解放军闽粤部队，后在地方工作，曾任区指导员、区委书记、县委组织部干事、县府秘书、科长、局长、省委工交部组长。1960年，下基层任公社书记。文化大革命期间下放基层，先后任公社书记、上杭县党校副校长、上杭县委宣传部副部长。1979年参加创建福建省建材工业学校，出任副校长，后调福建省建材工业总公司办公室副主任。1989年离休。